# Leptocerus funasiensis
Leptocerus funasiensis är en nattsländeart som beskrevs av Kobayashi 1985. Leptocerus funasiensis ingår i släktet Leptocerus och familjen långhornssländor. Inga underarter finns listade i Catalogue of Life.